# NGC 4555
NGC 4555 este o liner situată în constelația Părul Berenicei. A fost descoperită în 6 aprilie 1785 de către William Herschel.